# Золотий глобус (6-та церемонія вручення)
6-та церемонія вручення нагород премії «Золотий глобус»

16 березня 1949 року
Найкращий фільм (драма): 

Джонні Белінда
Скарби Сьєрра-Мадре
 < 5-та Церемонії вручення 7-ма >
6-та церемонія вручення нагород премії «Золотий глобус» за заслуги в галузі кінематографу за 1948 рік відбулася 10 березня 1949 року.

## Переможці
- Найкращий фільм:
  - Джонні Белінда
- Найкращий фільм:
  - Скарби Сьєрра-Мадре
- Найкраща чоловіча роль:
  - Лоуренс Олів'є, Гамлет
- Найкраща жіноча роль:
  - Джейн Вайман, Джонні Белінда
- Найкращий режисер:
  - Джон Х'юстон, Скарби Сьєрра-Мадре